# 1028
1028 là một năm trong lịch Grgoria. Theo âm lịch thì tương ứng với năm Đinh Mão và Mậu Thìn.

## Sự kiện
- Lý Thái Tông - nhà Lý lên ngôi.

## Mất
- Lý Thái Tổ - vị vua đầu tiên của nhà Lý
- 5 tháng 5 - Alfonso V, vua León và Galicia
- 15 tháng 11 - hoàng đế Constantine VIII của Đế quốc Byzantine (sinh năm 960)
- Fujiwara no Michinaga, quan Nhật (sinh 966)